# 側載
側載（英語：sideloading），又称旁加载，指在两台本地设备之间进行文件傳輸，尤其是指在一台计算机和一台行動裝置之间，该行動裝置可以是移动电话、智能手机、个人数码助理、平板電腦、可攜式媒體播放器或電子閱讀器等等。
側載通常可以描述通过USB、藍牙、Wi-Fi或記憶卡向移动设备传输媒体文件，但也可以指代绕开应用程序商店、转由未经应用程序发行者认可的线上渠道取得应用程序并进行传输。
在提到Android流動應用程式时，側載通常意味着将APK格式的应用包安装到安卓设备上。这种软件包通常是从官方应用商店Google Play以外的网站下载的。只有在安全选项中允许安裝「来源不明」應用，Android用户才能够侧载应用程序。
若为iOS应用程序，侧载表示繞過App Store iOS应用程序审核，可能通過Cydia Impactor、Xcode等计算机程序将IPA檔案的应用程序安装到苹果设备上。